# 34659 Damyasouami
34659 Damyasouami è un asteroide della fascia principale. Scoperto nel 2000, presenta un'orbita caratterizzata da un semiasse maggiore pari a 3,088959 UA e da un'eccentricità di 0,131849, inclinata di 2,773796° rispetto all'eclittica.